# Cryptophilus integer
Cryptophilus integer is een keversoort uit de familie prachtzwamkevers (Erotylidae). De wetenschappelijke naam van de soort werd in 1841 als Cryptophagus integer gepubliceerd door Oswald Heer. De soort komt in bijna heel Europa voor, en eveneens in Australië, Noord-Azië (met uitzondering van China) en Noord-Amerika.